# Liste der Naturdenkmale in Königstein (Sächsische Schweiz)
Die Liste der Naturdenkmale in Königstein (Sächsische Schweiz) nennt die Naturdenkmale in Königstein im sächsischen Landkreis Sächsische Schweiz-Osterzgebirge.

## Definition
„Naturdenkmäler sind rechtsverbindlich festgesetzte Einzelschöpfungen der Natur oder entsprechende Flächen bis zu fünf Hektar, deren besonderer Schutz erforderlich ist
1. aus wissenschaftlichen, naturgeschichtlichen oder landeskundlichen Gründen oder
2. wegen ihrer Seltenheit, Eigenart oder Schönheit.“

„§ 18 – Naturdenkmäler – (zu § 28 BNatSchG)
(1) Die Erklärung nach § 22 Abs. 1 BNatSchG von Teilen von Natur und Landschaft als Naturdenkmal erfolgt durch Rechtsverordnung oder Einzelanordnung.
(2) Über § 28 Abs. 1 BNatSchG hinaus können Naturdenkmäler zur Sicherung von Lebensgemeinschaften oder Lebensstätten von im Bestand gefährdeten oder streng geschützten Arten festgesetzt werden.“

## Liste
Link zu einem Kartenansichtstool, um Koordinaten zu setzen.
| Bild                          | Bezeichnung                         | Lage                                          | Beschreibung              | Datum                                                              | Nummer  |
| ----------------------------- | ----------------------------------- | --------------------------------------------- | ------------------------- | ------------------------------------------------------------------ | ------- |
| BW                            | Mittelturone Sandsteine Königsstein | (50° 55′ 28,3″ N, 14° 5′ 7,6″ O)              |                           |                                                                    | SSZ 014 |
| mehr Fotos \| Fotos hochladen | Diebskeller am Quirl                | (50° 54′ 30,6″ N, 14° 3′ 51,8″ O)             |                           |                                                                    | SSZ 018 |
| mehr Fotos \| Fotos hochladen | Labyrinth Langenhennersdorf         | (50° 53′ 19,1″ N, 14° 1′ 53,7″ O)             |                           |                                                                    | SSZ 024 |
| BW                            | Elblache gegenüber Prossen          | (50° 55′ 44,3″ N, 14° 6′ 24,5″ O)             |                           |                                                                    | SSZ 037 |
| mehr Fotos \| Fotos hochladen | Barbarine südlich Pfaffendorf       | Pfaffendorf (50° 53′ 47,7″ N, 14° 4′ 53,9″ O) | geologisches Naturdenkmal | Beschluss-Nr. 1129-115/88 des Rat des Kreises Pirna vom 12.05.1988 | ssz 052 |
| BW                            | Laichtümpel an der Hirschstange     | (50° 54′ 9,4″ N, 14° 3′ 8,6″ O)               |                           |                                                                    | SSZ 058 |
| BW                            | Riffwald am Schillersteig           | (50° 53′ 38,9″ N, 14° 0′ 43,8″ O)             |                           |                                                                    | SSZ 078 |

Das Nummernschema des Landkreises unterscheidet
- Einzelnaturdenkmal = Kleinbuchstaben (ssz 001 Winterlinde in Neustadt; …)
- Flächennaturdenkmal = Großbuchstaben (SSZ 001 Erlpeterquelle Pirna; …)